# ジョン・オリバー
ジョン・オリバー（John William Oliver, 1977年4月23日 - ）は、イギリス出身のコメディアン、俳優である。

## 経歴
1977年4月23日にイングランドウェスト・ミッドランズのエルディントンで父ジムと母キャロルの間に生まれた。
高校卒業後、ケンブリッジ大学に入学。専攻は英語。大学ではアマチュア演劇クラブであるケンブリッジ・フットライツに入団する。同時期に入団していたメンバーには、デイヴィッド・ミッチェルやリチャード・アヨーデがいた。1997年には副プレジデントに選ばれ、翌年1998年に同大学クライスツ・カレッジを卒業する。
2001年にはスコットランドの首都エディンバラで開催される世界最大の芸術祭、エディンバラ・フェスティバル・フリンジに参加。その後2005年から2006年までイギリスの風刺ニュースクイズショー、モック・ザ・ウィークに何度か出演。
同2006年に『The Daily Show』のレポーター役に抜擢、視聴者からの根強い人気を獲得する。その経験を活かして2014年よりHBOの『Last Week Tonight with John Oliver』で独立を果たす。番組で扱うニュースは、アメリカの移民問題やISIS問題、ウガンダでのLGBT問題、日本のゆるキャラを取り上げるなど幅広い分野にわたって扱っている。
エドワード・スノーデンにインタビューを行ったこともある。

## 主な出演作

### 映画
- 愛の伝道師 ラブ・グル
- スマーフ
- スマーフ2 アイドル救出大作戦!
- みんなあつまれ! ワンダーパーク Wonder Park (2019) ※声の出演

### テレビ番組
- Daily Show
- Last Week Tonight with John Oliver（英語版）

## 参照
1. ↑  アメリカ「我が国にも日本のようなゆるキャラを！」真似をして作ったら大失敗！ [出典無効]
2. ↑  エドワード・スノーデン氏「政府はあなたの（ピー）写真をゲットできます。説明しましょう」
3. ↑  Government Surveillance: Last Week Tonight with John Oliver (HBO)